# Apamea montana
Apamea montana är en fjärilsart som beskrevs av Smith 1890. Apamea montana ingår i släktet Apamea och familjen nattflyn. Inga underarter finns listade i Catalogue of Life.